# Vârful lui Stan, Munții Mehedinți

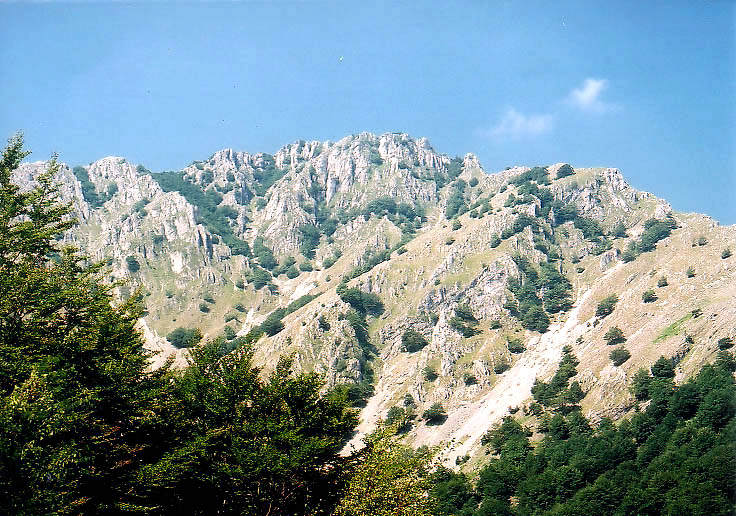
Varful lui Stan - 1466 m, văzut de pe DN 67D

Vârful lui Stan, Munții Mehedinți este cel mai înalt vârf din Munții Mehedinți.  Cu altitudinea de 1.466 m, se prezintă ca un abrupt orientat către nord - vest ce străjuiește Valea Cernei.